# Heinric Thobe
Heinric Thobe (veertiende eeuw) was burgemeester van Brugge.

## Levensloop
Heinric Thobe werd burgemeester van de schepenen voor 1304-1305. Hij werd ook nog schepen in 1308-1309.
In 1309 ondertekende hij, in zijn hoedanigheid van raadslid van de stad en samen met vele anderen, de akte waarbij de stad Brugge zich onderwierp aan het Vredesverdrag van Athis-sur-Orge.

## Bron
- Dirk VANDENAUWEELE, Schepenbank en schepenen te Brugge (1127-1384). Bijdrage tot de studie van een gewone stedelijke rechts- en bestuursinstelling, met lijst van Wetsvernieuwingen van 1211 tot 1357, doctoraatsverhandeling (onuitgegeven), Katholieke Universiteit Leuven, 1977.